# Cracow Duo – Kalinowski & Szlezer
Cracow Duo: Kalinowski & Szlezer – polski duet, wykonujący muzykę klasyczną. Zespół został założony w 2001 roku w Krakowie, przez Jana Kalinowskiego i Marka Szlezera.

## Historia
Muzycy po raz pierwszy wystąpili razem w 2001 roku, prezentując wykonanie Sonaty g-moll op. 65 Fryderyka Chopina. Od tego czasu artyści aktywnie działają na rzecz promocji polskiej muzyki i kultury w kraju i na świecie, prezentując publiczności dzieła m.in.: Aleksandra Tansmana, Ignacego Jana Paderewskiego, Karola Szymanowskiego, Zygmunta Stojowskiego, Ludomira Różyckiego czy Tadeusza Majerskiego oraz utwory współczesne, pisane specjalnie dla nich przez wielu kompozytorów polskich i zagranicznych.
Ważnym elementem aktywnej promocji współczesnej muzyki są prawykonania światowe i polskie m.in.: III Symfonii koncertującej Aleksandra Tansmana wraz z Marią Machowską, Arturem Rozmysłowiczem, Markiem Szlezerem i Orkiestrą Akademii Beethovenowskiej pod dyrekcją Łukasza Borowicza podczas Międzynarodowego Festiwalu Indywidualności Muzycznych im. Aleksandra Tansmana w Łodzi (polskie prawykonanie). W roku 2017 muzycy dokonali światowej premiery zadedykowanego im utworu Musica Concertante Krzysztofa Meyera z towarzyszeniem Sinfonietty Cracovia pod batutą Jurka Dybała w Europejskim Centrum Muzyki Krzysztofa Pendereckiego w Lusławicach. W 2019 roku muzycy z towarzyszeniem Orkiestry Filharmonii Krakowskiej pod batutą Pawła Kapuły, dokonali światowej premiery Koncertu podwójnego Marty Ptaszyńskiej, który kompozytorka zadedykowała Janowi Kalinowskiemu i Markowi Szlezerowi.
W 2015 muzycy odbyli tournée w Korei i Stanach Zjednoczonych, debiutując m.in. w Seoul Arts Center, w Seulu, Alfred Newman Hall, w Los Angeles oraz w nowojorskiej Carnegie Hall, gdzie wykonali koncert z okazji 205 rocznicy urodzin Fryderyka Chopina. Debiut w sali koncertowej Palacio de Bellas Artes zainaugurował ich pierwszą trasę koncertową w Meksyku, w 2016. W latach 2016–2017 Jan Kalinowski i Marek Szlezer współorganizowali oraz występowali podczas Festiwalu Muzyki Polskiej w Campinas, w Brazylii. Najdłuższą trasą koncertową w dotychczasowej karierze zespołu było trwające miesiąc tournée po Stanach Zjednoczonych. Na przełomie października i listopada 2017 artyści zaprezentowali amerykańskiej publiczności utwory Fryderyka Chopina, Aleksandra Tansmana, Karola Szymanowskiego, Szymona Laksa, Krzysztofa Pendereckiego, Arvo Pärta, Astora Piazzolli czy Siergieja Rachmaninowa oraz muzykę współczesną, w tym trzy prawykonania światowe utworów Marcela Chyrzyńskiego, Jakuba Polaczyka oraz Davida Rodrígueza de la Peña.
W roku 2021 artyści obchodzili jubileusz 20-lecia istnienia zespołu. Z tej okazji odbyło się kilka wydarzeń, których zwieńczeniem był koncert jubileuszowy 4 grudnia 2021 roku w Auli Florianka, którego organizatorem był ZKP oddział w Krakowie.
Na przełomie października i listopada 2023 roku, na zaproszenie Narodowego Instytutu Muzyki i Tańca, zespół występował w Stanach Zjednoczonych w ramach projektu "Polish Music on Stage / U.S. Edition".
Obydwaj artyści są wykładowcami Akademii Muzycznej w Krakowie oraz wykładowcami Małopolskiej Akademii Talentów.

## Dyskografia
- 2023: Dedications vol. 3 (DUX)[6];
- 2023: Dedications vol. 2 (DUX)[7];
- 2021: Classics & Discoveries (DUX, płyta wydana z okazji 20-lecia działalności artystycznej zespołu)[8];
- 2018: Polish Music Experience (Warner Classics; wraz z Orkiestrą Stołecznego Królewskiego Miasta Krakowa Sinfoniettą Cracovia, pod batutą Jurka Dybała);
- 2016: Memories (DUX; płyta wydana z okazji 15-lecia działalności artystycznej zespołu);
- 2015: real life song (DUX; gościnnie);
- 2014: Krzysztof Penderecki: Utwory kameralne Vol. I (DUX; wraz z Marią Machowską, Arturem Rozmysłowiczem, Tadeuszem Tomaszewskim, Romanem Widaszkiem);
- 2014: Dedications /Kalinowski & Szlezer/ (DUX);
- 2013: Baczyński (muzyka i poezja z filmu) (EMI Music Poland);
- 2010: Fryderyk Chopin – The Complete Chamber Works (DUX; wraz z Bartłomiejem Niziołem;
- 2009: Tansman: Works for Cello and Piano (DUX).

## Nagrody i wyróżnienia
- 2024: Dyplom Złoty w kategorii Zespół kameralny i Dyplom Brązowy w kategorii Płyta fonograficzna IV Międzynarodowego Konkursu "Muzyczne Orły"[9][10];
- 2019: Nagroda Silver Medal Global Music Awards Outstanding Achievement dla najlepszego duetu w kategorii Muzyka Klasyczna[11];
- 2016: Nominacja do Nagrody Akademii Fonograficznej „Fryderyk” 2016 za płytę real life song (DUX; gościnnie);
- 2015: Nagroda Gramophone Editor’s Choice;
- 2015: Nominacja do Narody Akademii Fonograficznej Fryderyk 2015 za płytę Krzysztofa Pendereckiego: Utwory kameralne Vol. I (DUX; wraz z Marią Machowską, Arturem Rozmysłowiczem, Tadeuszem Tomaszewskim oraz Romanem Widaszkiem);
- 2011: Nagroda La Clef de ResMusica 2011;
- 2011: Nominacja do Narody Akademii Fonograficznej Fryderyk 2011 za płytę Fryderyk Chopin – The Complete Chamber Works (DUX; wraz z Bartłomiejem Niziołem);
- 2010: Nagroda francuskiej krytyki La Clef de ResMusica 2010;
- 2010: Nominacja do Nagrody Polskich Melomanów Programu 3 PR za płytę Tansman: Works for Cello and Piano (DUX).